# Vincenzo Maria D'Addiego
Vincenzo Maria D’Addiego (Turi, 1755 – Roma, 31 marzo 1830) è stato un filosofo e matematico italiano, Preposto Generale dei Padri Scolopi.

## Biografia
Entrò giovanissimo nell'ordine degli Scolopi nel Collegio di San Carlo alle Mortelle di Napoli, dove insegnò filosofia e matematica per oltre quarant'anni. 
Papa Leone XII lo chiamò a Roma e con un Breve apostolico del 4 ottobre 1824 lo nominò Preposto generale dei Padri Scolopi.
Alla sua morte Papa Pio VIII gli rese l'estremo saluto nella Casa professa di S Pantaleo.